# Chimarra lorengau
Chimarra lorengau är en nattsländeart som beskrevs av Malicky 1994. Chimarra lorengau ingår i släktet Chimarra och familjen stengömmenattsländor. Inga underarter finns listade i Catalogue of Life.